# Glenea fortii
Glenea fortii là một loài bọ cánh cứng trong họ Cerambycidae.